# オリオン座ラムダ星
オリオン座λ星（オリオンざラムダせい、λ Orionis、λ Ori）は、オリオン座の恒星。
青色巨星の主星と青白色の主系列星の伴星による連星系を為している。コリンダー69星団の一員であると考えられている。

## 名称
メイサ (Meissa) という固有名を持つ。これは、アラビア語の المیسان 、Al Maisan に由来している。これが何を意味するかは定かではないが、「輝くもの」または「誇らしげに行進するもの」という説がある。この名前は元々ふたご座のγ星かξ星に付けられたものであり、後に誤ってオリオン座λ星を指す言葉とされたのではないかと考えられている。2016年7月20日に国際天文学連合の恒星の命名に関するワーキンググループ (Working Group on Star Names, WGSN) は Meissa を固有名として正式に承認した。
また、ヘカ (Heka) という固有名で呼ばれることもあった。ヘカは、イスラームの28の月宿のうち第6番目、「馬の巻き毛」という意味の Al Haq'a（アル・ハカア）に由来するものと考えられている。アル・ハカアは元々オリオン座のλ、φ1、φ2の星が為す月宿で、この名前がλ星そのものを指すようになった。